# Tuohisaari (ö i Lappland, Norra Lappland, lat 67,34, long 26,65)
Tuohisaari är en ö i Finland. Den ligger i vattendraget Kitinen och i kommunen Sodankylä i den ekonomiska regionen Norra Lappland och landskapet Lappland, i den norra delen av landet, 800 km norr om huvudstaden Helsingfors. Öns area är 0,6 hektar och dess största längd är 280 meter i nord-sydlig riktning.